# Batocera hlaveki
Batocera hlaveki är en skalbaggsart som beskrevs av Rigout 1988. Batocera hlaveki ingår i släktet Batocera och familjen långhorningar. Inga underarter finns listade.